# Gruppe 47
Gruppe 47 kallas de tyskspråkiga författare, som samlades för att diskutera och kritisera varandras verk under ledning av Hans Werner Richter (1908–1993). Gruppe 47 skapades efter andra världskriget och dominerade den västtyska litteraturvärlden fram till 1960-talet. Gruppen slutade träffas 1967 men upplöstes formellt först i slutet av 1970-talet.
Gruppen gav även ut ett litteraturpris, Gruppe 47:s litteraturpris, till nya lovande författare.

## Medlemmar (urval)
| - Ilse Aichinger - Carl Amery - Alfred Andersch - Ingeborg Bachmann - Jürgen Becker - Peter Bichsel - Johannes Bobrowski - Heinrich Böll - Nicolas Born - Paul Celan - Friedrich Christian Delius - Günter Eich - Hans Magnus Enzensberger - Hubert Fichte | - Erich Fried - Heinz Friedrich - Günter Grass - Walter Maria Guggenheimer - Peter Handke - Helmut Heißenbüttel - Wolfgang Hildesheimer - Gustav René Hocke - Walter Höllerer - Walter Jens - Uwe Johnson - Joachim Kaiser - Hellmuth Karasek - Erich Kästner | - Alexander Kluge - Wolfgang Koeppen - Walter Kolbenhoff - Barbara König - Karl Krolow - Hermann Lenz - Siegfried Lenz - Reinhard Lettau - Jakov Lind - Hans Mayer - Ivan Nagel - Rüdiger Proske - Fritz J. Raddatz - Marcel Reich-Ranicki | - Ruth Rehmann - Hans Werner Richter - Toni Richter - Klaus Roehler - Peter Rühmkorf - Hans Sahl - Paul Schallück - Franz-Joseph Schneider - Ilse Schneider-Lengyel - Wolfdietrich Schnurre - Martin Walser - Peter Weiss - Dieter Wellershoff - Wolfgang Weyrauch - Ror Wolf |